# 田中正大 (ホルン奏者)
田中 正大（たなか まさひろ、1939年2月8日 - 2009年4月16日）は、日本のホルン奏者。NHK交響楽団首席奏者、武蔵野音楽大学教授を務めた。日本におけるホルン界の草分けとして、ソロ奏者、また室内楽の先駆者として常に指導的な立場にあった。
福岡県嘉穂郡二瀬町片島（現：飯塚市）にて、旧制嘉穂中学校の数学教師であった田中親（ちかし）と妻ハルキの次男として生まれる。嘉穂高校の吹奏楽部でトランペットを吹いていたが、3年生の時に楽器庫にあったホルンを見付けて、武蔵野音楽大学にホルンで入学した。なお、嘉穂高校逍遥歌を作曲している。
武蔵野音大在学中、1960年秋に近衛秀麿率いるABC交響楽団のヨーロッパ演奏旅行に参加した。日本のオーケストラによる戦後初めての海外演奏旅行であったが、演奏旅行中に資金が底をつき、ローマで年を越して帰国した。帰国後、1971年に日本フィルハーモニー交響楽団に入団したが、翌1972年に同楽団が分裂して新日本フィルハーモニー交響楽団が設立されると首席ホルン奏者として移籍し、小澤征爾指揮の定期演奏会でモーツァルトのホルン協奏曲第3番を演奏した。1973年にNHK交響楽団に入団、のち首席奏者を務める。東京八重奏団メンバーとして室内楽でも活動する。1976年から1977年までウィーンに留学し、R・フロイントに師事する。1966年から1976年まで桐朋学園大学、1970年から武蔵野音楽大学で指導する。京都市立芸術大学助教授も務めた。
翻訳書に『写真で学ぶフレンチホルンのアンブシュア』（P．ファーカス著、パイパーズグループ、1974年発行）、監修・共訳に『金管楽器を吹く人のために』（P.ファーカス著、パイパーズグループ、1980年）などがある。
| スタブアイコン | サブスタブ | この項目は、まだ閲覧者の調べものの参照としては役立たない、クラシック音楽に関連した書きかけの項目です。この項目を加筆・訂正などしてくださる協力者を求めています（P:クラシック音楽/PJ:クラシック音楽）。 |

| スタブアイコン | サブスタブ | この項目は、まだ閲覧者の調べものの参照としては役立たない、音楽関係者（バンド等）に関連した書きかけの項目です。この項目を加筆・訂正などしてくださる協力者を求めています（P:音楽/PJ:芸能人）。 |